# Достаточно близко
«Ближе некуда» (англ. Close Enough) — американский анимационный ситком для взрослых, созданный Джеймсом Гарлэндом Куинтелом для HBO Max. Первоначально сериал был создан для TBS в 2017 году, но было решение о приостановке проекта. Он был выпущен эксклюзивно для потокового сервиса HBO Max 9 июля 2020 года. Сериал получил положительные отзывы, причем несколько критиков благосклонно сравнили его с предыдущим сериалом Куинтела «Обычный мультик». 6 августа 2020 года сериал был продлен на второй сезон, премьера которого состоялась 25 февраля 2021 года. 10 февраля 2021 года, перед дебютом второго сезона, сериал был продлен на третий сезон. 19 мая 2021 года было объявлено, что «Ближе некуда» выйдет в эфир на TBS в октябре 2021 года, как и предполагалось. Премьера в России состоялась в онлайн-кинотеатре «Кинопоиск HD».

## Сюжет
История о непростой жизни молодежи между 20-ю и 30-ю годами и об обычных проблемах — работа, друзья, тусовки, дети, клоуны-стриптизеры, монстры, галлюцинации и прочее. Не правда ли, самый что ни на есть обычный набор бытовых проблем?

## Персонажи
- Джошуа «Джош» Синглтон (озвучивает Джеймс Гарлэнд Куинтел) — начинающий разработчик видеоигр, работающий на Plugger-Inners; компания по установке телевизоров, основанная на Geek Squad.
- Эмили Рамирес (озвучивает Габриэль Уолш) — жена Джоша, которая работает помощником в пищевой корпорации под названием FoodCorp.
- Кэндис Синглтон-Рамирес (озвучивает Джессика Дикикко) — шестилетняя дочь Джоша и Эмили.
- Алекс Дерпенбергер (озвучивает Джейсон Мандзукас) — Лучший друг Джоша, который работает профессором в местном колледже. Он сторонник теории заговора.
- Бриджит Йошида (озвучивает Кимико Гленн) — лучшая подруга Эмили и бывшая жена Алекса. Она является влиятельной персоной японско-американских социальных сетей и по совместительству певицей и автором песен в группе с Эмили. Её второе имя было указано как «Без стресса» в эпизоде первого сезона, которое она официально поменяла под воздействием наркотиков.
- Перл Уотсон (озвучивает Даниэль Брукс) — отставной полицейский полиции Лос-Анджелеса и хозяйка дуплекса.
- Рэндалл «Рэнди» Уотсон (озвучивает Джеймс Адомиан) — приемный сын Перл и управляющий недвижимостью дуплекса. Он был усыновлен Перл после того, как его биологические родители, Уайатт и Дебора Трикл, были арестованы за слив бензина из автомобилей.

### Эпизодические
- Мистер Тимоти Кэмпбелл (озвучивает Джон Эрли) — учитель-хиппи Кэндис в начальной школе Ромашка.
- Мистер Солт (озвучивает Фред Столлер) — босс Эмили в FoodCorp.
- Доктор Гландз (озвучивает Шери Отери) — Врач, который работает в больнице под названием «Довольно добрый самаритянин».
- Данте (озвучивает Юджин Кордеро) — один из коллег Джоша в Plugger-Inners, у которого протез нижней части руки.
- Джоджо (озвучивает Мо Коллинз) — женщина-байкер, которая является лидером «Крутых мам» и матерью одноклассницы Кэндис, Мии.
- Триш (озвучивает Кейт Хиггинс) — бывшая участница группы «Крутые мамочки», жена Теда и мать лучшей подруги и одноклассницы Кэндис, Мэдди.
- Мальчик пес, настоящее имя — Тори (озвучивает Уильям Салерс) — мутант, созданный злым учёным, для съемок в фильмах. Любит смотреть фильмы с Джимом Керри

## Производство и показ
Сериал был анонсирован в мае 2017 года, через четыре месяца после завершения предыдущего сериала Куинтела «Обычный мультик», и первоначально планировалось, что он выйдет в эфир на TBS, но его несколько раз откладывали, и планы TBS по премьере анимационного блока провалились, когда производство «Полицейских» было закрыто из-за признанного сексуального проступка Луи Си Кей. 29 октября 2019 года было объявлено, что сериал вместо этого появится на канале HBO Max. Премьера второй половины третьего эпизода состоялась на Международном фестивале анимационных фильмов в Анси 15 июня 2020 года. 14 сентября 2020 года сериал был показан на международном уровне через Netflix и Adult Swim. Премьера второго сезона состоялась 25 февраля 2021 года на канале HBO Max. Второй сезон был выпущен на международном канале Netflix 26 мая 2021 года.
Премьера в России состоялась на платформе Кинопоиск HD под названием Ближе некуда, в локализации и озвучании принял Сыендук (Дмитрий Карпов)

## Эпизоды
| Сезон | Серии | Серии | Даты показа | Даты показа     |                 |
| ----- | ----- | ----- | ----------- | --------------- | --------------- |
| 1     | 15    | 8     | 8           | 9 июля 2020     | 9 июля 2020     |
| 2     | 16    | 8     | 8           | 25 февраля 2021 | 25 февраля 2021 |
| 3     | 15    | 8     | 8           | 7 апреля 2022   | 7 апреля 2022   |

### Сезон 1 (2020)
Первый сезон изначально был рассчитан на десять серий, но на момент запуска сериала было выпущено только 8 серий.

### Сезон 2 (2021)
Каждый эпизод во втором сезоне был снят режиссёрами Джеймсом Гарлендом Куинтелом и Кэлвином Вонгом.

## Отсылки к фильмам и играм
- В 2 серии 2-го сезона явная отсылка к фильму Лицо со шрамом.
- В 2 серии 2-го сезона, чемодан в котором хранит соус Кэндис, изображены персонажа предыдущего сериала «Обычный мультик».
- В 3 серии 2-го сезона изображён парк в котором разворачивалось главное действие предыдущего сериала «Обычный мультик».

## Примечание
1. ↑  TBS AND TNT LAUNCH FRONT ROW A LIMITED COMMERCIAL INTERRUPTION PROGRAMMING DESTINATION (англ.). Pressroom. Дата обращения: 22 июля 2021. Архивировано 19 мая 2021 года.
2. ↑  Distribution: A Brave New World // Independent Animation. — Boca Raton : Taylor & Francis, 2016.: CRC Press, 2017-04-21. — С. 417–425. — ISBN 978-1-315-36397-4.
3. ↑  Molly Nesbit. Ready-Made Originals: The Duchamp Model // October. — 1986. — Т. 37. — С. 53. — ISSN 0162-2870. — doi:10.2307/778518.
4. ↑  June 3 // On This Day (June). — Gorgias Press, 2020-12-31. — С. 15–20. — ISBN 978-1-4632-4138-4.
5. ↑  Christian A. Zanotti. Avances en la nomenclatura de la flora del Cono Sur: Ranunculus grisebachii (Ranunculaceae), un nombre de reemplazo para Ranunculus sarmentosus // Darwiniana, nueva serie. — 2021. — Т. 9, вып. 1. — С. 72–74. — ISSN 1850-1699 0011-6793, 1850-1699. — doi:10.14522/darwiniana.2021.91.940.
6. ↑  Companion November 2020: full issue PDF // BSAVA Companion. — 2020-11-01. — Т. 2020, вып. 11. — С. 1–41. — ISSN 2041-2495 2041-2487, 2041-2495. — doi:10.22233/20412495.1120.1.
7. 1 2  Ece Vitrinel, Aslı Ildır. Netflix Turkey Dossier. dx.doi.org (17 марта 2021). Дата обращения: 22 июля 2021.
8. ↑  «КиноПоиск HD» представил новинки июля. www.kinometro.ru. Дата обращения: 22 июля 2021. Архивировано 22 июля 2021 года.
9. ↑  Rebecca C. Jaffe, Avital Y. O’Glasser, Michelle Brooks, Margaret Chapman, Anthony C. Breu. Your @Attending Will #Tweet You Now: Using Twitter in Medical Education // Academic Medicine. — 2020-03-17. — Т. 95, вып. 10. — С. 1618–1618. — ISSN 1040-2446. — doi:10.1097/acm.0000000000003314.